# Simira erythroxylon
Simira erythroxylon är en måreväxtart som först beskrevs av Carl Ludwig von Willdenow, och fick sitt nu gällande namn av Cornelis Eliza Bertus Bremekamp. Simira erythroxylon ingår i släktet Simira och familjen måreväxter.
Artens utbredningsområde är Venezuela. Inga underarter finns listade i Catalogue of Life.